# Tuque
Elénia-olivácea, tuque-oliváceo ou tuque (Elaenia mesoleuca) é uma espécie de ave da família Tyrannidae.
Pode ser encontrada nos seguintes países: Argentina, Brasil, Paraguai e Uruguai.
Os seus habitats naturais são: florestas temperadas, florestas subtropicais ou tropicais húmidas de baixa altitude, regiões subtropicais ou tropicais húmidas de alta altitude e florestas secundárias altamente degradadas.